# Giardini botanici di Villa Taranto
I Giardini Botanici di Villa Taranto sono un orto botanico situato nell'omonima villa a Pallanza, frazione di Verbania. Il giardino, aperto al pubblico dal 1952, si estende sul versante nordorientale del promontorio della Castagnola che separa i centri abitati di Pallanza e di Intra.
Per bellezza e ricchezza di specie è considerato l'arboreto di maggiore importanza in Italia.

## Storia

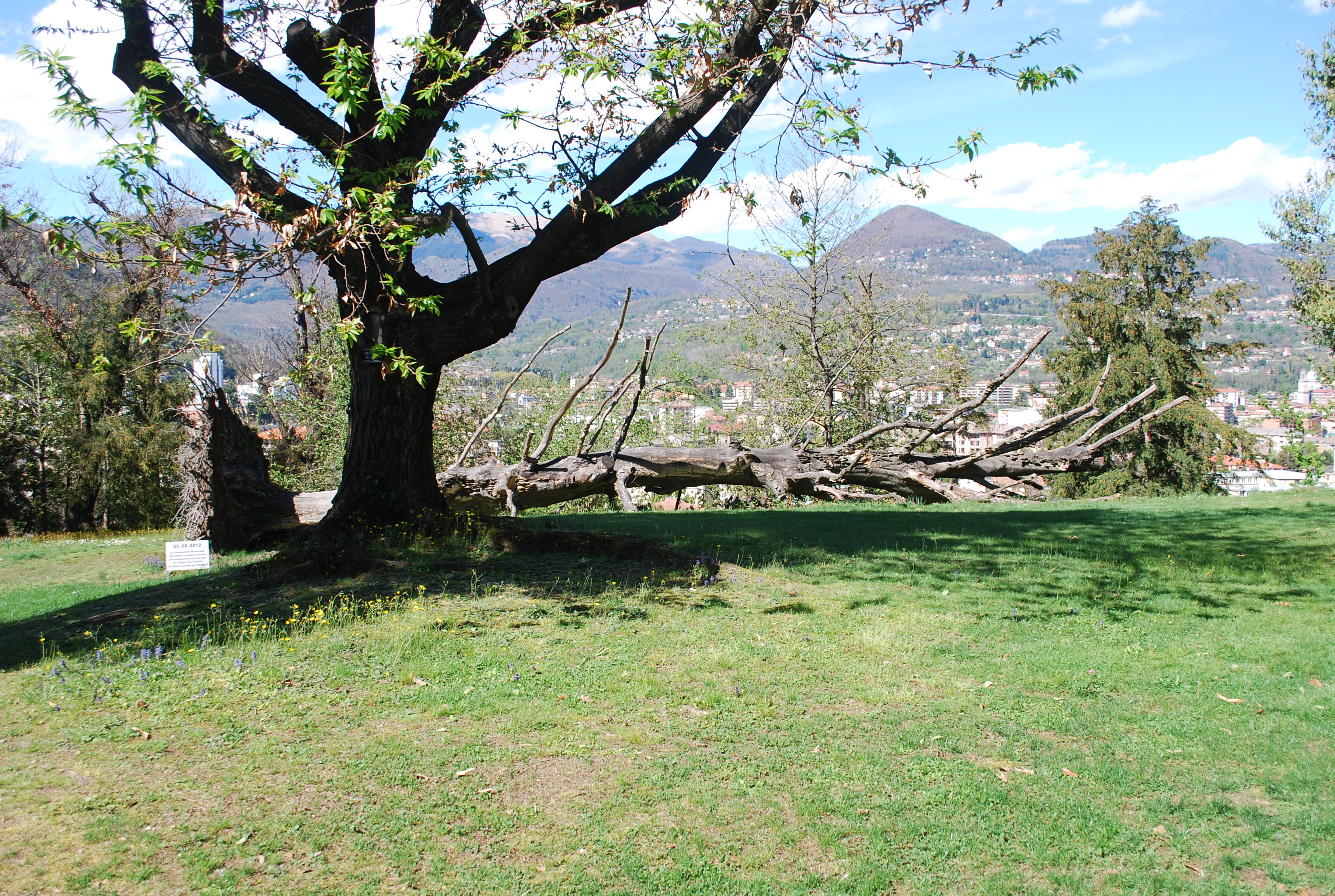
Albero sradicato e mantenuto in memoria dei danni del 2012

Nel 1931, lo scozzese Neil Boyd McEacharn, figlio di una facoltosa famiglia di armatori e appassionato di botanica, acquistò la proprietà di quella che era nota come villa "La Crocetta" fatta edificare nel 1870 dal conte Orsetti su progetto di Augusto Guidini, la proprietà nel 1900 passò alla vedova del marchese di Sant'Elia che la cedette a McEacharn.
Il capitano aveva letto l'annuncio di vendita sul The Times nel 1930 mentre era in viaggio da Venezia a Londra e d'impulso decise di fermarsi a Pallanza per visionare la proprietà, già esperto di giardinaggio e botanica coltivava da tempo il sogno di allestire un giardino che ospitasse esemplari provenienti da tutto il mondo, anche da ambienti tropicali e subtropicali, le sue proprietà in Inghilterra e Scozia, per questioni climatiche, erano inadatte alla realizzazione delle sue aspirazioni.
La villa, collocata nel punto più elevato della proprietà a circa 350 m s.l.m. e 100 metri dal livello del lago, era un edificio a tre piani con tetto mansardato ed una torretta centrale con una guglia, la circondava un giardino all'italiana con numerose statue collocate fra aiuole geometriche, la proprietà si estendeva fino alle rive del lago ma il resto del terreno era praticamente incolto. Sul lato occidentale la proprietà confina con quella di Villa San Remigio all'epoca di proprietà della marchesa Sophie della Valle di Casanova, ottima amica di McEacharn, le due proprietà comunicano tramite un cancelletto.
McEacharn iniziò subito la ristrutturazione della villa che venne rinominata Villa Taranto, in memoria di un suo antenato, Étienne Jacques Joseph Alexandre Macdonald, che aveva ricevuto da Napoleone Bonaparte il titolo di Duca di Taranto. Il giardino formale venne trasformato in un prato con una fontana centrale. Nel tempo McEacharn acquistò diversi lotti di terreno intorno alla proprietà e ampliò il parco fino all'attuale estensione di 16 ettari. La prima opera fu la costruzione del serbatoio d'acqua, collocato nel pendio sudorientale del giardino e che alimenta il complesso sistema di irrigazione. Nei lavori di sistemazione del parco fu indispensabile la collaborazione di Henry Cocker, esperto giardiniere e autore di alcuni testi sul giardinaggio che, assunto nel 1934, nell'arco di diversi decenni e con un'interruzione di sei anni durante la seconda guerra mondiale completò l'opera di allestimento del parco che venne aperto al pubblico a partire dal 1952 dai mesi di aprile ad ottobre. Ancora prima dell'apertura al pubblico McEacharn aveva allacciato una fitta rete di relazioni con istituti botanici universitari di tutto il mondo allo scopo di scambiare i semi selezionati.
Nel 1962 Neil McEacharn donò "il compendio «Villa Taranto» [...] costituito da un complesso di fabbricati e da un parco di circa 16 ettari coltivato a piante e fiori, di valore botanico inestimabile" allo Stato Italiano, McEacharn mantenne l'usufrutto e vincolò la donazione a scopi culturali, scientifici e didattici nel campo botanico. Alla morte di McEacharn (18 aprile 1964) villa e giardino passarono quindi allo stato italiano, la villa non è visitabile e dal 1995 è sede della Prefettura del Verbano-Cusio-Ossola mentre la cura e la manutenzione del giardino è affidata all'Ente Giardini Botanici Villa Taranto.
Nella notte del 25 agosto 2012 una violenta tromba d'aria che si è abbattuta sulla zona ha colpito pesantemente il promontorio della Castagnola provocando danni ingenti al patrimonio del giardino botanico. Il bilancio del danni è stato di circa 300 piante sradicate o abbattute, arbusti divelti, attrezzature distrutte, i giardini furono anticipatamente chiusi il giorno stesso e riaprirono solo nel marzo del 2013 dopo un intenso lavoro di messa in sicurezza e ripristino da parte dell'ente e del corpo forestale dello Stato.

## Il parco

### Ingresso, viale delle conifere e valletta delle felci

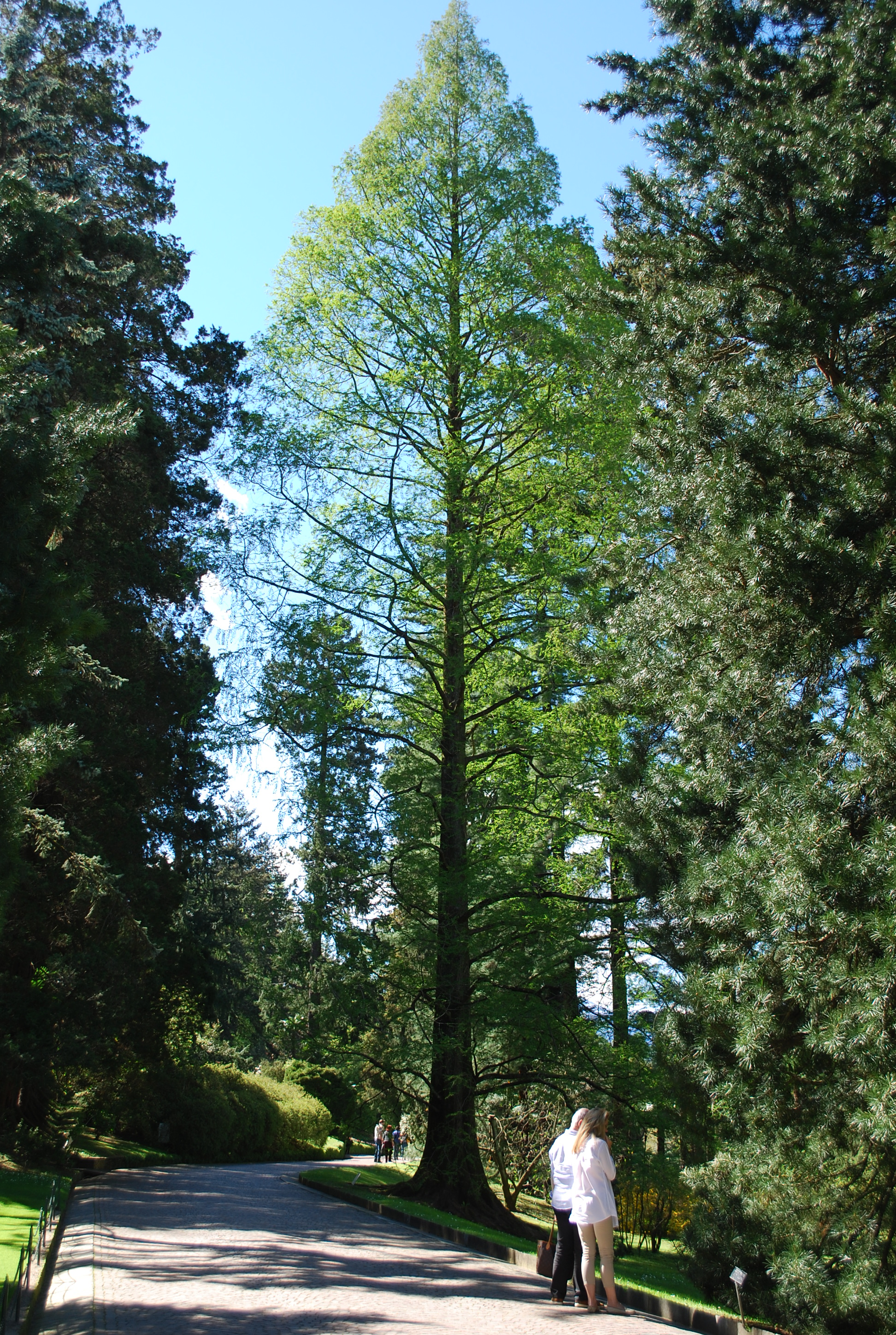
Scorcio sul viale delle conifere con la metasequoia glyptostroboides.

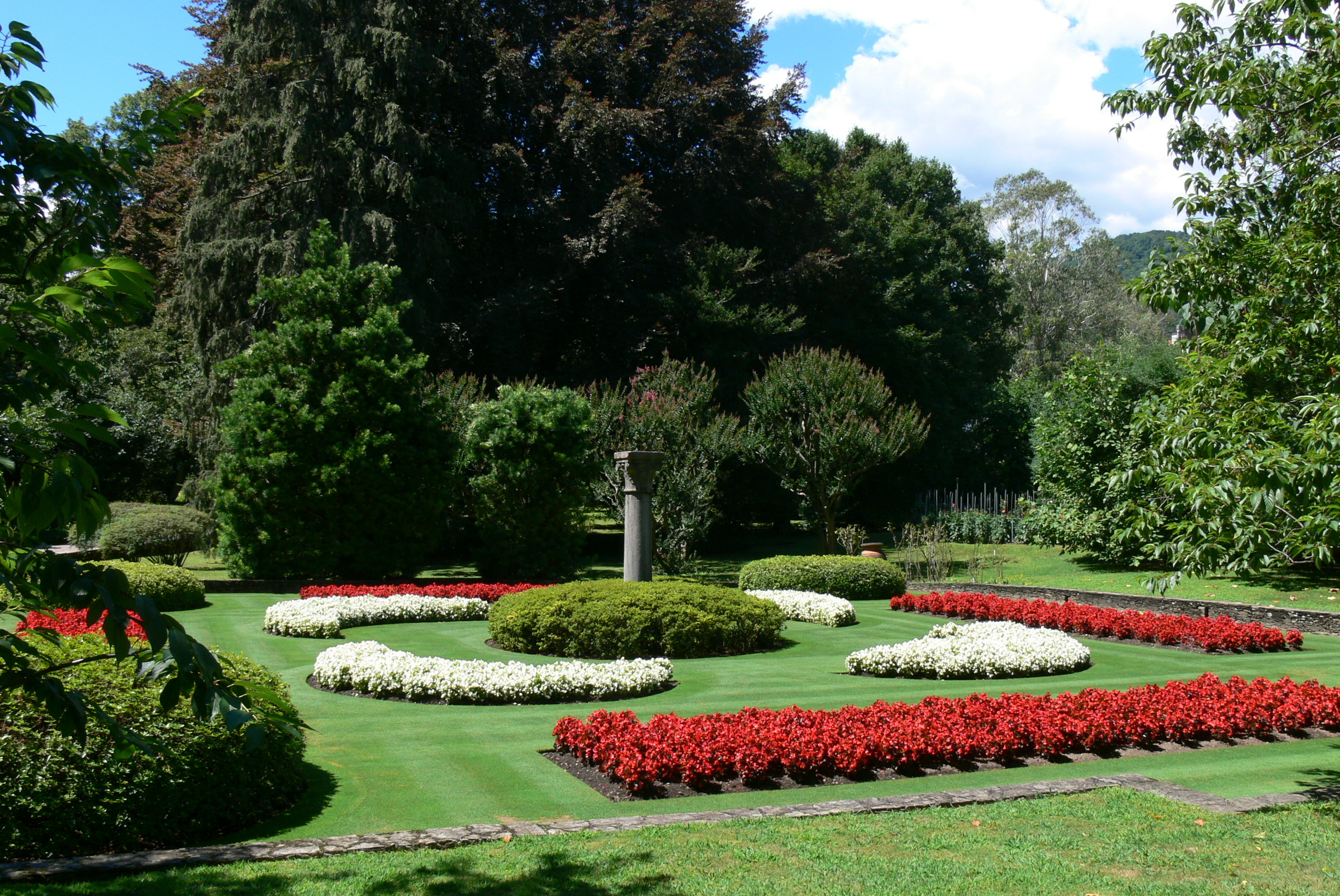
Il giardino all'italiana

L'ingresso del parco si affaccia sulla strada di collegamento fra Intra e Pallanza ed è situato di fronte all'imbarcadero (scalo di Villa Taranto). Ancora prima di entrare spicca un notevole esemplare di Quercus coccinea della cultivar Splendens, intorno al parcheggio antistante al cancello di ingresso si trovano una piccola libreria, il bar ristorante e la biglietteria, poco dopo il cancello di ingresso si trova un chiosco per l'acquisto delle piante coltivate nel vivaio del parco.
Superato il cancello si accede al viale delle conifere che ospita esemplari provenienti da tutto il mondo, dopo un grande esemplare di abete bianco si incontrano esemplari di Cunninghamia lanceolata, peccio di Likiang, peccio del Caucaso, abete del Caucaso, pino di Monterey, cipresso di Lawson, peccio del Colorado della cultivar Moerheim e della cultivar Koster, Pinus patula, pino di Montezuma e due Sciadopitys verticillata, questi ultimi sono alberi a crescita molto lenta per cui i due grandi esemplari presenti nel viale sono di notevole pregio. Seguono esemplari di sequoia sempreverde, Cryptomeria japonica e alcuni esemplari di abeti di Douglas che circondano una Thujopsis dolabrata.
In evidenza una Metasequoia glyptostroboides, albero che si riteneva estinto ma del quale si trovarono degli esemplari in Cina nel 1945 dai quali si ricavarono i semi. Attualmente esemplari Metasequoia glyptostroboides sono diffusi nei principali giardini europei. I due esemplari presenti nel parco furono messi a dimora nel 1949 e 1950.
Il lato sinistro del viale delle conifere è caratterizzato dalla presenza di aiuole dove si alternano colorati fiori stagionali.
Nella parte finale del viale delle conifere si trova, sulla destra, la valletta delle felci, tra le diverse felci che svernano in serra e che nel periodo d'apertura si intravedono dal viale spiccano gli esemplari di Dicksonia antarctica che McEacharn portò dall'Australia, in seguito arrivarono altre piante dalla Tasmania, nel parco se ne trovano 30 esemplari.

### La fontana dei putti, il giardino ribassato, il labirinto e la serra tropicale

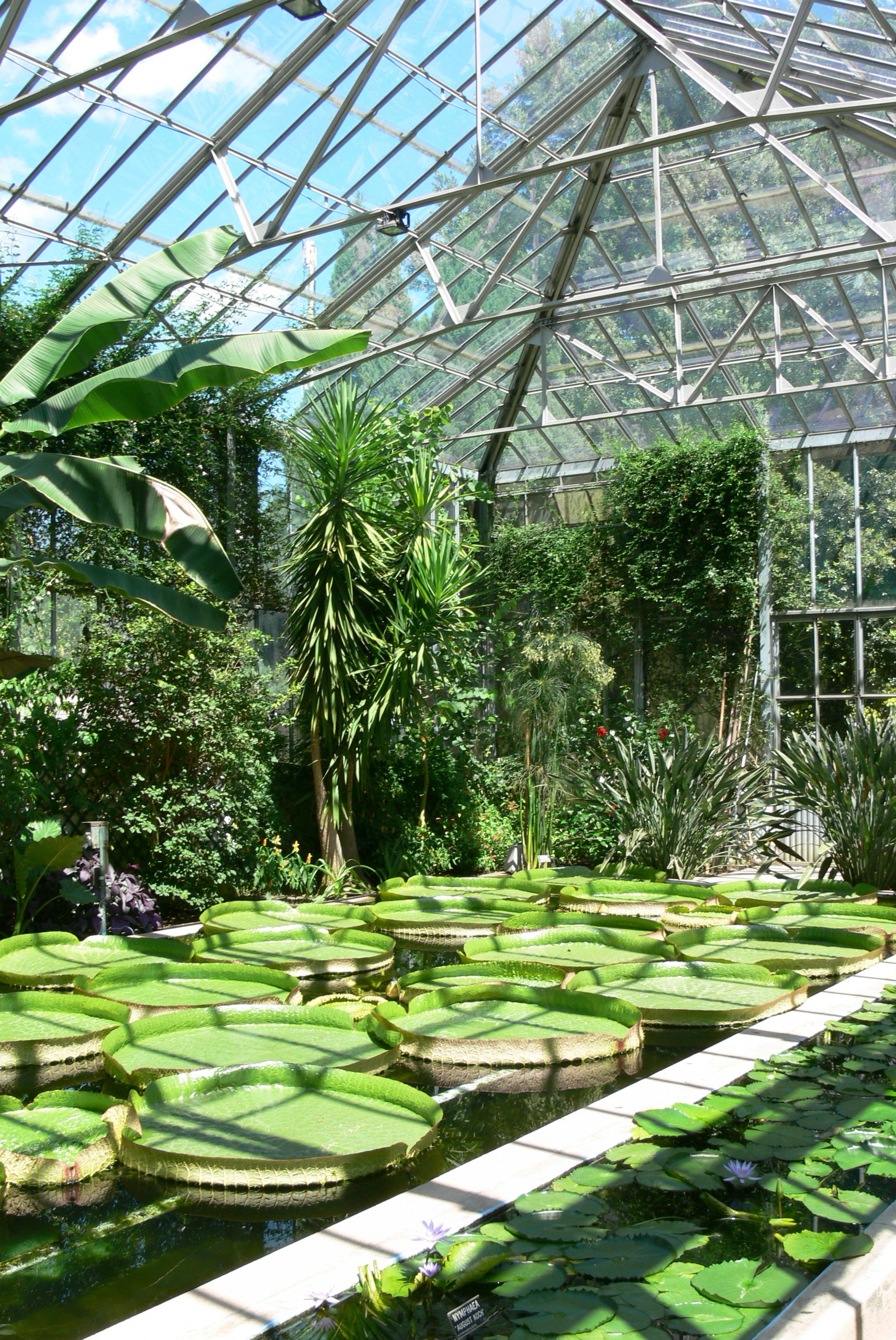
La serra tropicle, in evidenza le foglie della Victoria cruziana

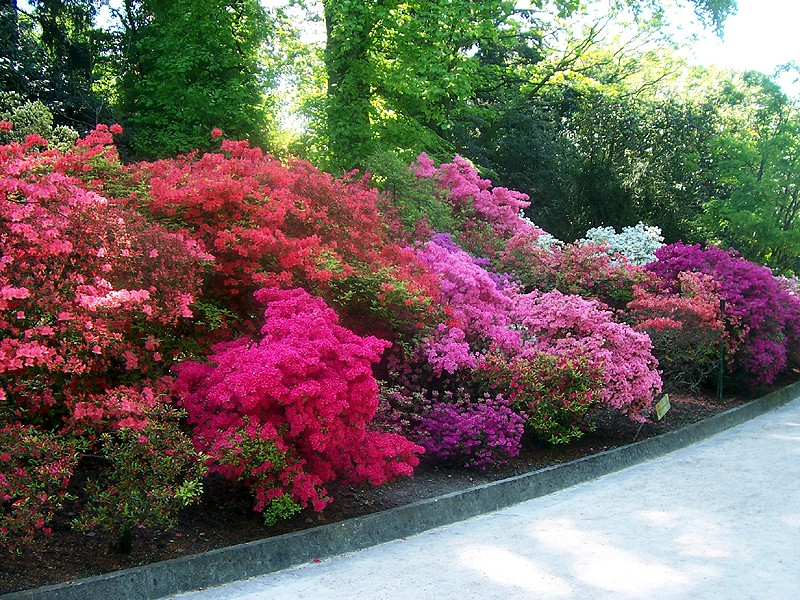
Una parte del bosco dei rododendri

Al termine del viale delle conifere si giunge alla fontana dei putti, una vasca quadrilobata su basamento quadrato circondata da aiuole che in primavera ospitano piccole piante da fiore e in estate sono dominate dalle grandi foglie della tropicale colocasia esculenta i cui rizomi vengono ripiantati tutte le primavere.
Nei pressi della fontana, in direzione della valletta si trova un'aiuola di Cardiocrinum giganteum, specie originaria dell'Himalaya, poco distante un esemplare di Pterocarya stenoptera. Fronteggiando la fontana, sul lato destro si trova il giardino ribassato, detto anche giardino all'italiana le cui aiuole regolari ospitano colorati fiori stagionali.
Proseguendo si incontra il cosiddetto labirinto, un percorso tortuoso che in primavera ospita aiuole con 36 cultivar ornamentali di tulipani per un totale di circa 80.000 fiori in una composizione ideata da McEacharn stesso ed ispirata ai giardini di Keukenhof nei Paesi Bassi. In estate i tulipani lasciano lo spazio a 350 varietà di dahlie che di recente sono diventate un'attrazione del parco nei mesi estivi.
Il percorso a tornanti nel labirinto conduce alla serra delle piante tropicali e subtropicali che ospita, fra le altre specie, la Victoria cruziana, una pianta acquatica originaria del Sudamerica la cui fioritura è un'altra delle attrazioni del giardino botanico.
Nel boschetto a destra della serra un esemplare di Emmenopterys henryi, la prima fioritura nel continente europeo di questa pianta si è avuta proprio a Villa Taranto nel 1971.

### Viale degli aceri, bosco dei rododendri, bosco delle magnolie e la cappella

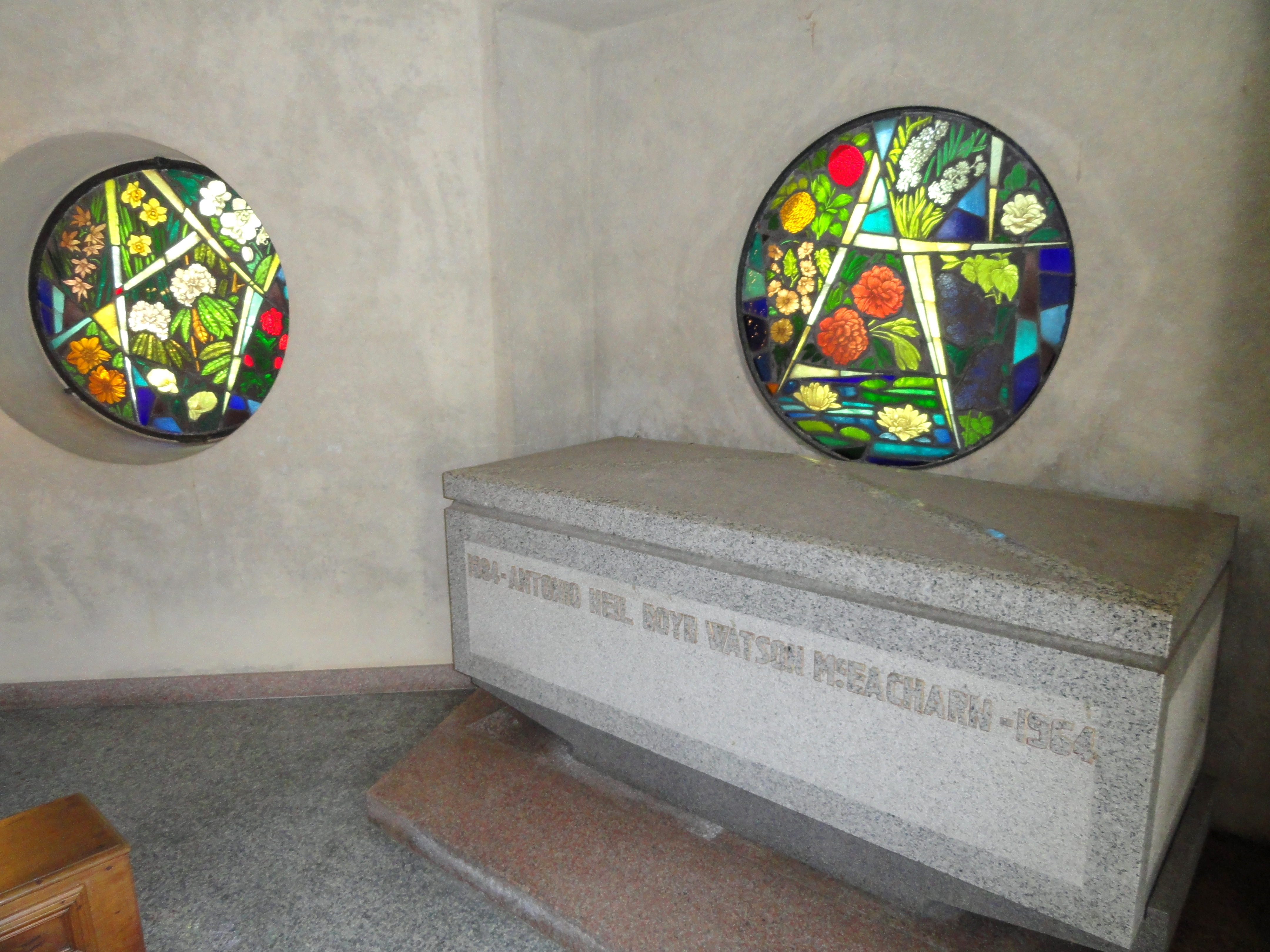
L'interno del mausoleo con il sepolcro del capitano McEacharn

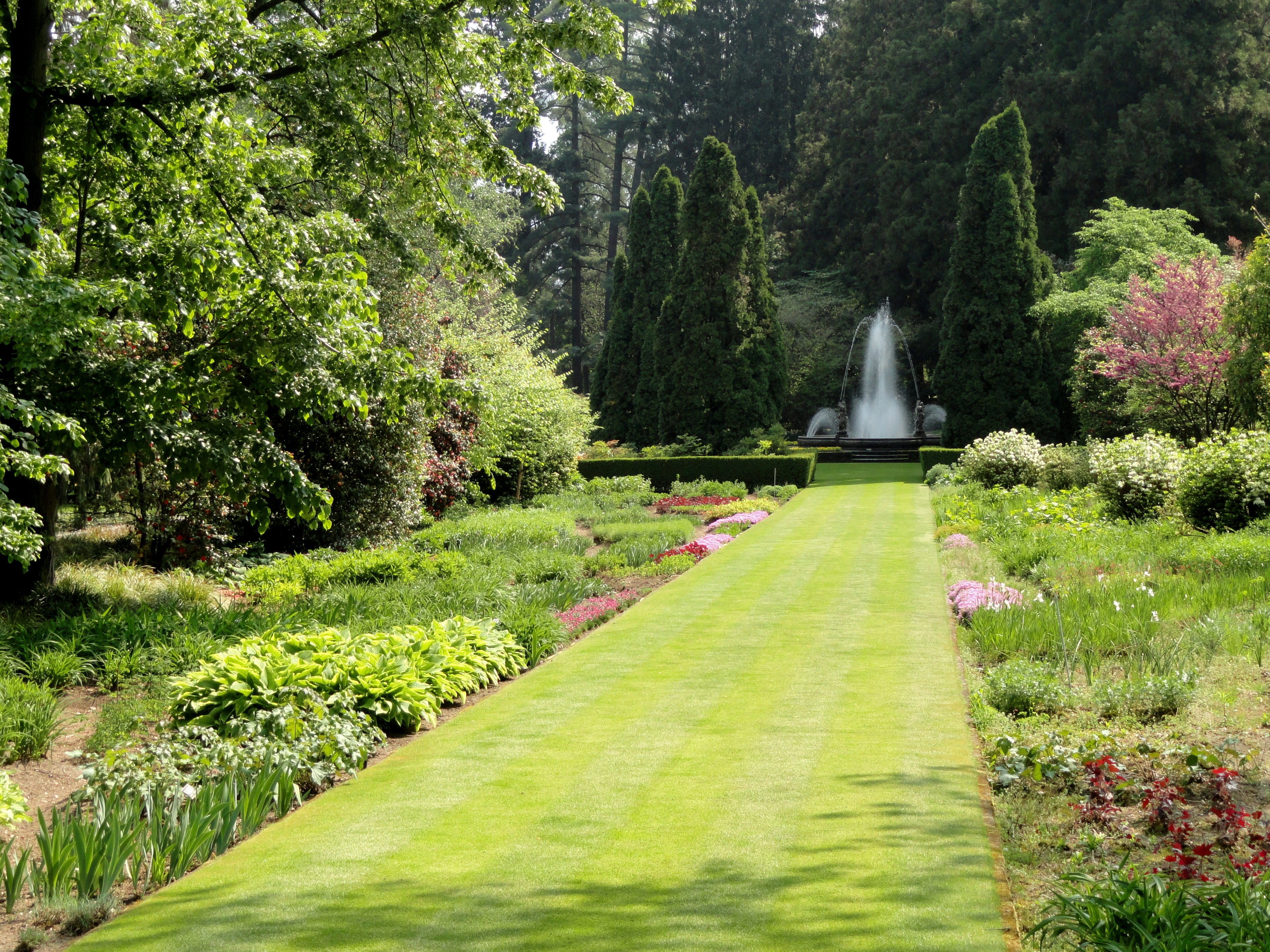
Le bordure erbose

Dalla serra tropicale il percorso procede lungo il viale degli aceri con numerose specie provenienti da tutto il mondo, diverse cultivar di Acer palmatum, Acer japonicum, Acer carpinifolium, una cultivar di acero dedicato a McEacharn è caratterizzato dalla colorazione rossa delle foglie già in primavera. Nei pressi del viale degli aceri si giunge all'area dedicata alle camelie, delle quali sono presenti nel parco circa 450 piante di numerose cultivar a fioritura primaverile e autunnale.
La cappella di forma ottagonale dedicata a Sant'Antonio da Padova che si trova in quella zona del parco ospita, in un sarcofago di granito di Baveno, i resti del capitano McEacharn, venne fatta erigere nel 1965 per rispettare il desiderio di McEacharn di essere sepolto nel giardino a cui aveva dedicato gran parte della sua esistenza, le sette vetrate colorate raffigurano i fiori da lui più amati. La cappella si affaccia su una vasca di ninfee ed un sentiero erboso con bordure di piccole piante erbacee a fioritura estiva.
Dalla cappella si ritorna sul percorso passando a fianco ad un castagno che ha oltre 400 anni di età integrato nel disegno dei giardini e che fa parte della vegetazione originaria che ha dato il nome all'intero promontorio. Fronteggiando il castagno, sul pendio a sinistra si trova il bosco dei rododendri, pianta particolarmente amata da McEacharn che ne portò numerosi esemplari dalla sua residenza natale in Scozia, il giardino ne ospita circa 100 specie diverse compreso il Rhododendron arboreum, originario dell'Himalaya, fiore nazionale del Nepal e particolarmente amato dal capitano. La varietà di specie permette di avere fioriture da febbraio fino a giugno inoltrato. Il percorso prosegue sul viale delle magnolie, di una di queste, la Magnolia stellata, vennero donati da McEacharn alcuni semi al Windsor Great Park dove si trova un esemplare dedicato al capitano.

### La valletta e la villa

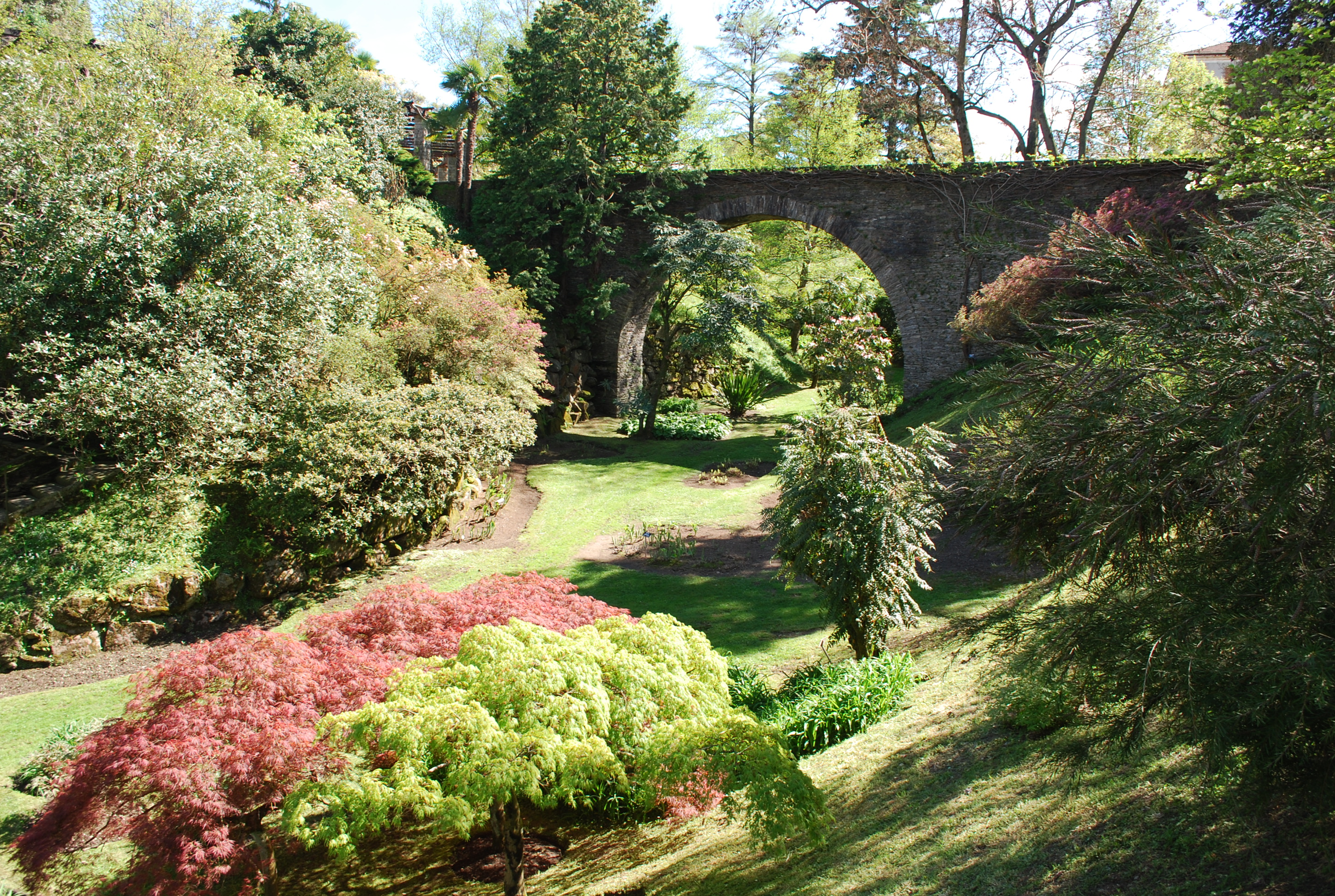
La valletta con il ponte

Tramite una scalinata si raggiunge la parte del giardino che ha richiesto i lavori più imponenti, la cosiddetta "valletta" in cui lavori di scavo hanno ampliato un avvallamento già esistente incanalando l'acqua piovana e rafforzando i pendii con grossi massi di granito, sovrasta l'avvallamento un ponte pedonale in pietra ad arcata unica lungo circa 35 metri che collega il prato antistante alla villa con i giardini terrazzati. All'ingresso della valletta un esemplare di Davidia involucrata piantato nel 1935, nella valletta i banani giapponesi sono riparati dal vento, vi si trovano diverse specie di paulownia tra cui un esemplare della rara Paulownia fortuneii che fiorisce dal 1948, vi sono numerose aiuole di diversi tipi di Hosta, i pendii sono ricoperti piante di Cotoneaster horizontalis intervallate da ginestre dell'Etna. Dalla scalinata della valletta si sbuca nel pianoro dove si trova la villa, qui si trovano aiuole con fioriture stagionali, spicca un giovane esemplare di cipresso del Kashmir.
Sulla sinistra l'edificio della biblioteca che ospita la collezione di testi di botanica appartenuta a McEacharn, è accessibile su richiesta per motivi di studio, l'edificio ospita anche gli uffici amministrativi.

### Giardini terrazzati, vasca del loto e il giardino blu
Superato il ponte si accede ad un pergolato semicircolare che introduce alle vasche delle ninfee e piante acquatiche, sulla sinistra, nei pressi del punto di ristoro un esemplare di Choerospondias axillaris, un albero piuttosto raro nei giardini europei. I terrazzamenti sono tre con numerose aiuole con colorate fioriture stagionali e vasi di piante esotiche che d'inverno vengono custodite in serra, le terrazze sono percorse da sentieri chiusi al pubblico, tra di esse scorre un canale con cascatelle, in cima la statua del Pescatorello riproduzione dell'opera in bronzo dello scultore napoletano Vincenzo Gemito risalente al 1876.
Sulla sinistra delle terrazze si trova la vasca del fior di loto che ospita il fior di loto asiatico, pianta che per la tradizione buddista simboleggia la ricerca dell'illuminazione, la fioritura si ha in giugno/luglio. Poco più in altro si trova il cosiddetto giardino blu, una composizione caratterizzata da fioriture di colore blu che si alternano nei mesi. Oltre la vasca del loto si trova il giardino delle eriche con il monumento al capitano McEacharn realizzato dallo scultore ritrattista Gualberto Rocchi.

### Giardino palustre e viale delle personalità

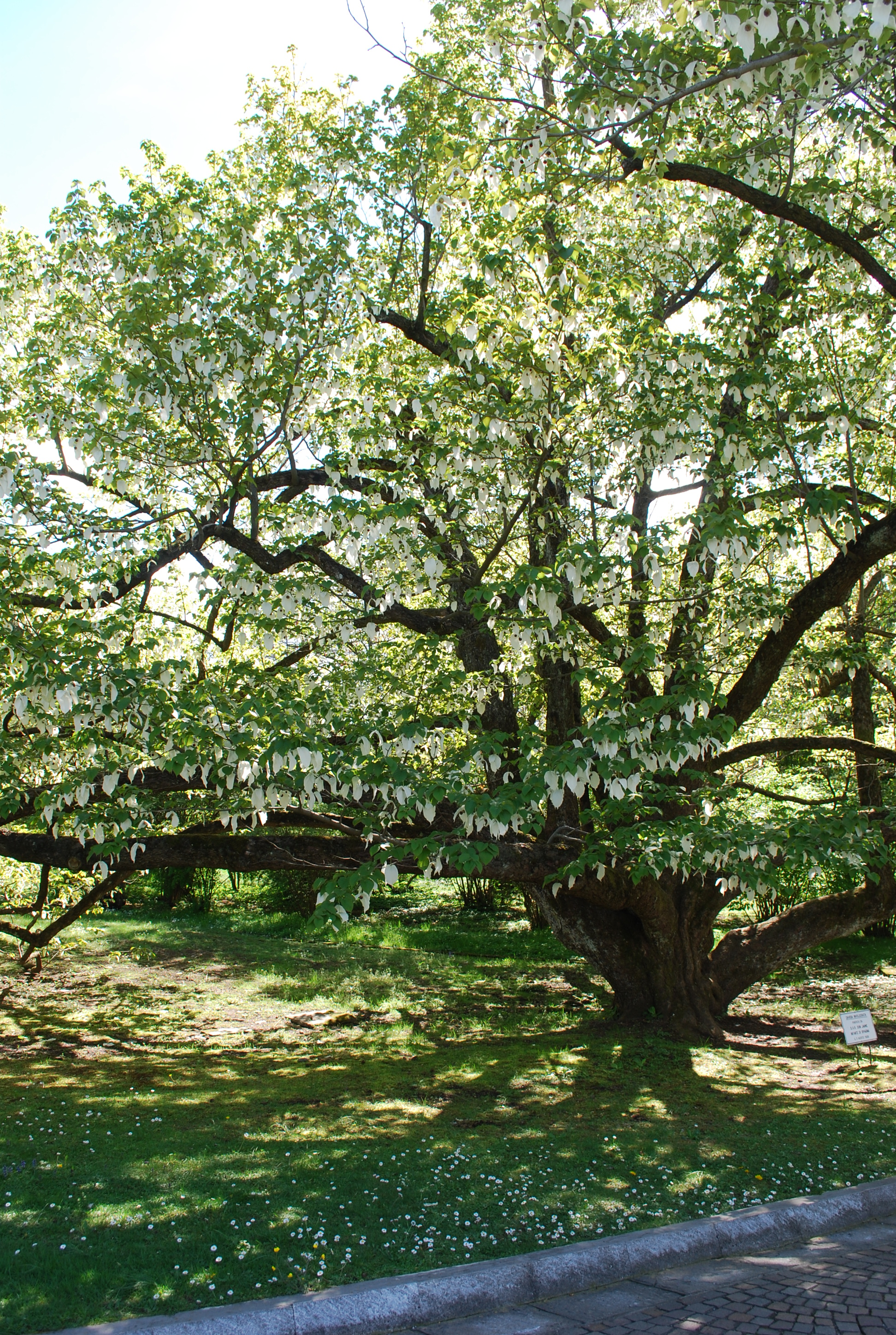
L'esemplare di Davidia involucrata messo a dimora nel 1938

Lasciando sulla sinistra il monumento al capitano si imbocca il viale delle personalità, svoltando a destra si giunge dapprima al giardino palustre con la vasca delle ninfee di forma semicircolare, il piccolo corso d'acqua che la alimenta è costeggiato da felci.
Il viale delle personalità è così chiamato perché ospita numerosi alberi donati o interrati da personaggi importanti in occasione di visite ai giardini. Tra di essi spicca un esemplare di Davidia involucrata messo a dimora nel 1938 dall'infante di Spagna Giacomo Enrico di Borbone-Spagna che ha ormai assunto dimensioni ragguardevoli, un Cephalotaxus herringtonii fu messo a dimora dal cancelliere Konrad Adenauer, anch'egli appassionato di botanica, un cipresso di Lawson della cultivar Troubetzkoyana è stato messo a dimora in onore di Paolo Troubetzkoy, scultore russo residente a Ghiffa dove aveva allestito nella villa di famiglia (Villa Ada) un giardino con numerose specie rare, un faggio della cultivar Purple Fountain è stato messo a dimora da Carlo Azeglio Ciampi nel 1985.

### Giardino d'inverno

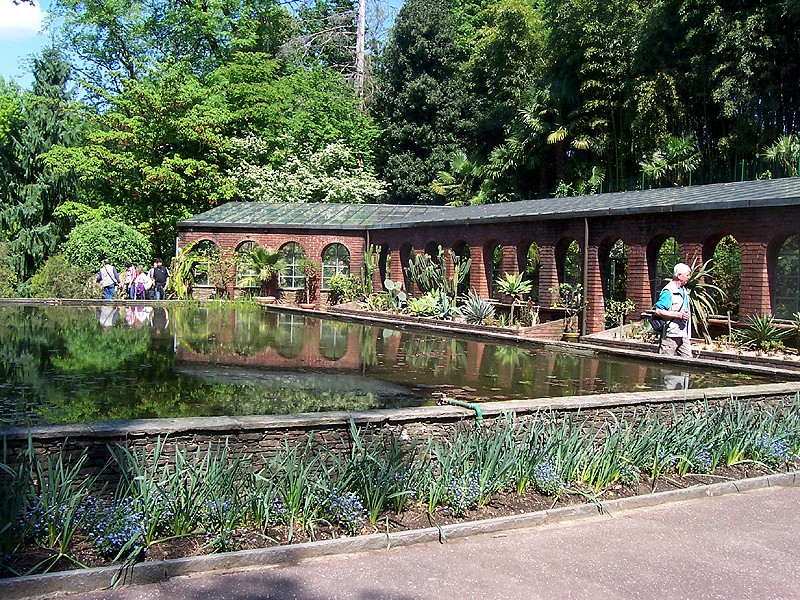
Il giardino d'inverno

Un breve viale contornato da diverse specie di aceri conduce in salita ad un edificio in mattoni con ampie vetrate che ospita d'inverno le piante che necessitano di protezione dalle basse temperature. All'interno una piccola collezione di piante carnivore e altre piante originarie dei climi tropicali, spiccano una conifera neozelandese, il Dacrydium cupressinum, uno Psidium cattleyanum proveniente dal Brasile e una pianta di pepe che raramente fruttifica in serra. Nella stagione di apertura viene esposta fuori dalla serra la collezione di piante succulente.

### Il tempietto, la scala delle anfore e il belvedere

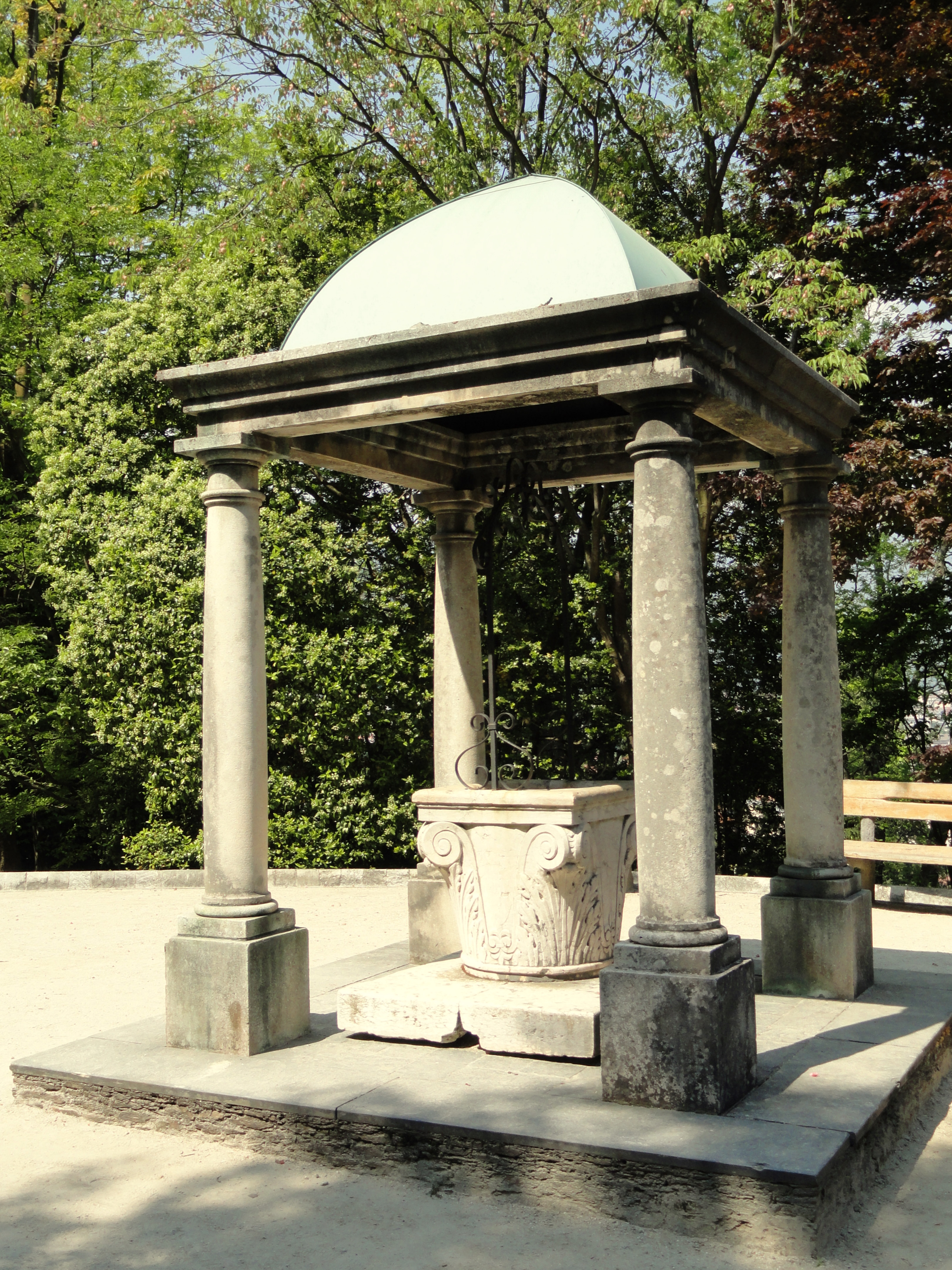
Il tempietto

Tornando sulla via principale si giunge al tempietto, una piccola edicola che ricopre una vera da pozzo. Nei suoi pressi è stato mantenuto, a memoria dei danni del 2012 un albero sradicato dall'uragano. Il percorso prosegue in discesa lungo i tornanti del belvedere da qui si ha una bella vista sul centro abitato di Intra e sulle montagne circostanti. La scala delle anfore permette di abbreviare il tragitto portando in modo più rapido verso il viale delle conifere.
Alla base del pendio si trova, in ambiente riparato e umido, la vasca delle piante acquatiche circondata da felci, hosta e ortensie.

### L'erbario
Nell'edificio affacciato sul piazzale del parcheggio e che un tempo era l'abitazione del capogiardiniere è ora esposto l'erbario, nelle teche si trova la collezione di flora spontanea del Regno Unito la cui classificazione risale al 1929.